# Tusayan
Tusayan é uma vila localizada no estado americano do Arizona, no condado de Coconino. Foi incorporada em 2010.

## Geografia
De acordo com o United States Census Bureau, a vila tem uma área de 23,1 km², onde todos os 23,1 km² estão cobertos por terra.

### Localidades na vizinhança
O diagrama seguinte representa as localidades num raio de 80 km ao redor de Tusayan.

## Demografia
Segundo o censo nacional de 2010, a sua população é de 558 habitantes e sua densidade populacional é de 24,2 hab/km². Possui 289 residências, que resulta em uma densidade de 12,5 residências/km².